# Ben Bova
Pour les articles homonymes, voir Bova.
Œuvres principales
- Mars

Compléments
Association américaine pour l'avancement des sciences
Benjamin William Bova, plus connu sous le nom de Ben Bova, né le 8 novembre 1932 à Philadelphie en Pennsylvanie et mort le 29 novembre 2020 à Naples en Floride, est un journaliste, un éditeur et un écrivain américain de science-fiction.

## Biographie
Ben Bova est né et a grandi à Philadelphie. Bachelor of Science de l'université Temple en 1954, il obtient un master en communication de l'université de New York en 1987 et un doctorat en éducation de l'université de Californie en 1996.
Il passe ses premières années professionnelles comme journaliste notamment pour The New York Times et le Wall Street Journal, avant de rejoindre le programme Vanguard de la NASA, le premier programme américain de satellites artificiels, où il travaille dans le domaine des lasers.
Dans les années 1970, il est l'éditeur du magazine Analog à la suite de la mort de John W. Campbell, puis d’Omni au début des années 1980. Il remporta le célèbre Prix Hugo de Professional Editor tous les ans de 1973 à 1977 et en 1979.
Ses nombreux écrits, aussi bien essais que romans, sur la science, la technologie et le futur, couplés à un sérieux bagage scientifique, l'ont fait reconnaître comme l'un des visionnaires de la SF.
Bova prédit ainsi la course à la lune des années 1960, les satellites solaires, la réalité virtuelle, le clonage humain, la découverte de vie sur Mars, le programme Star Wars de défense des États-Unis, et les livres numériques.
Dans ses domaines de prédilection, citons l'impact des sciences sur la politique (et vice-versa), la recherche de la vie extra-terrestre et le développement de l'exploration spatiale,
Il a travaillé de nombreuses années comme consultant technique auprès de réalisateurs fameux tels que Woody Allen, George Lucas, et Gene Roddenberry.
Président d'honneur de la National Space Society, il fut également président de la Science Fiction and Fantasy Writers of America de 1990 à 1992. Il a également été élu en 2001 membre de l’association américaine pour l'avancement de la science.
Il meurt le 29 novembre 2020 des suites du Covid-19.
Il reçoit à titre posthume le prix Solstice 2020.

## Œuvre partielle

### SérieExiles
1. (en) Exiled from Earth, 1971
2. (en) Flight of Exiles, 1972
3. La Grande Dérive, Hachette, coll. Voies libres no 5, 1979 ((en) End of Exile, 1975), trad. Paul Hebert

### SérieKinsman
1. (en) Millenium, 1976
2. (en) Kinsman, 1979

### SérieMoonrise
1. (en) Moonrise, 1996
2. (en) Moonwar, 1998

### SérieOrion
1. (en) The Star Conquerors, 1959
2. (en) Star Watchman, 1964
3. La Machine à duel, in volume Le Livre d'Or de la science-fiction : La 3e guerre mondiale n'aura pas lieu, Pocket, 1980 ((en) The Dueling Machine, 1969), trad. Hélène Bouboulis
4. (en) As on a Darkling Plain, 1972
5. (en) Escape Plus, 1984
6. (en) Orion, 1984
7. (en) Vengeance of Orion, 1988
8. (en) Orion in The Dying Time, 1990
9. (en) Orion and The Conqueror, 1994
10. (en) Orion Among the Stars, 1995
11. (en) Orion and King Arthur, 2011

### SériePrivateers
1. (en) Empire Builders, 1985
2. (en) Privateers, 1985

### SérieTo Save the Sun
Cette série écrite avec A. J. Austin.
1. (en) To Save the Sun, 1992
2. (en) To Fear the Light, 1994

### SérieVoyagers
1. (en) Voyagers, 1981
2. (en) The Alien Within, 1986
3. (en) Star Brothers, 1990
4. (en) The Return, 2009

### SérieJake Ross
1. (en) Power Play, 2012
2. (en) Power Surge, 2015
3. (en) Power Failure, 2018
4. (en) Power Challenges, 2021

### Les planètes duGrand Tour
1. Mars, Fleuve noir, 2001 ((en) Mars, 1992), trad. Bruno Bodin
2. (en) Moonrise, 1996
3. (en) Moonwar, 1998
4. Retour sur Mars, Fleuve noir, 2003 ((en) Return to Mars, 1999), trad. Bruno Bodin
5. Vénus, Fleuve noir, 2005 ((en) Venus, 2000), trad. Bruno Bodin
6. (en) Jupiter, 2001
7. (en) Saturn, 2002
8. (en) Mercury, 2005
9. (en) Powersat, 2005
10. (en) Titan, 2006Prix John-Wood-Campbell Memorial 2007
11. (en) Mars Life, 2008
12. (en) The Return, 2009
13. (en) Leviathans of Jupiter, 2011
14. (en) Farside, 2013
15. (en) Earth, 2019

#### SérieThe Asteroid Wars
1. (en) The Precipice, 2001
2. (en) The Rock Rats, 2002
3. (en) The Silent War, 2004
4. (en) The Aftermath, 2007

#### SérieStar Quest
1. (en) New Earth, 2013
2. (en) Death Wave, 2015
3. (en) Apes and Angels, 2016
4. (en) Survival, 2017

#### SérieOuter Planets
1. (en) Uranus, 2020
2. (en) Neptune, 2021

#### Recueils de nouvelles
- (en) Tales of the Grand Tour, 2004

### Romans indépendants
- (en) The Star Conquerors, 1959
- (en) THX 1138, 1971
- (en) As on a Darkling Plain, 1972
- (en) The Starcrossed, 1975
- (en) Millennium, 1976
- Les Oubliés de New-York, Hachette, coll. Voies Libres, 1978 ((en) City of Darkness, 1976), trad. Guy Abadia
- (en) The Multiple Man, 1976
- Colonie, vol. 1 et 2, J'ai Lu, 1980 ((en) Colony, 1978), trad. Michel Deutsch
- (en) Kinsman, 1979
- (en) Voyagers, 1981
- (en) The Winds of Altair, 1983
- (en) Empire Builders, 1985
- (en) Privateers, 1985
- (en) Battle Stations, 1987
- (en) The Trikon Deception, 1992
- (en) Triumph, 1993Uchronie de la fin de la Seconde Guerre mondiale où Winston Churchill commandite l'assassinat de Joseph Staline et où Franklin D. Roosevelt ne meurt pas en 1945
- (en) Death Dream, 1994
- (en) Brothers, 1995
- (en) The Immortality Factor, 2009
- (en) The Hittite, 2010
- (en) Able One, 2010
- (en) Mars, Inc.: The Billionaire's Club, 2013
- (en) Transhuman, 2014
- (en) Rescue Mode, 2014Écrit avec Les Johnson.
- (en) Space Station Down, 2020Écrit avec Doug Beason (en).
- (en) Sam Gunn Jr., 2022

### Recueils de nouvelles indépendants
- (en) Forward in Time, 1973
- (en) Notes to a Science Fiction Writer, 1975
- (en) Maxwell’s Demons, 1978
- (en) Kinsman, 1979
- (en) The Exiles Trilogy, 1980
- (en) The Astral Mirror, 1985
- (en) Challenges, 1993
- (en) Twice Seven, 1998
- (en) Sam Gunn Forever, 1998
- (en) Laugh Lines, 2008
- (en) My Favorites, 2020

### Essais
- (en) The Milky Way Galaxy, 1961
- (en) Giants of the Animal World, 1962
- (en) Reptiles since the World began, 1964
- (en) The Uses of Space, 1965
- (en) In Quest of Quasars, 1970
- (en) Planets, Life & LGM, 1970
- (en) The fourth State of Matter, 1971
- (en) The Amazing Laser, 1972
- (en) The new Astronomies, 1972
- (en) Starflight and other Improbabilities, 1973
- (en) Man changes Weather, 1973
- (en) Survivial Guide for the suddently Single, 1974Écrit avec Barbara Berson.
- (en) The Weather changes Man, 1974
- (en) Workshops in Space, 1974
- (en) Science: Who needs it?, 1975
- (en) Through Eyes of Wonder, 1975
- (en) Closeup: New Worlds, 1977Écrit avec Trudy E. Bell.
- (en) Viewpoint, 1977
- (en) The Seeds of Tomorrow, 1977
- (en) The High Road, Houghton Mifflin, 1981
- (en) Vision of the Future: The Art of Robert McCall, 1982
- (en) Assured Survival, 1984
- (en) Star Peace, 1986
- (en) Welcome to Moonbase!, 1987
- (en) Interactions, 1988Écrit avec Sheldon Glashow.
- (en) The beauty of Light, 1988
- (en) The Craft of Writing Science Fiction that sells, 1994
- (en) Space Travel, 1997
- (en) Immortality, 1998
- (en) The Story of Light, 2001
- (en) Faint Echoes, Distant Stars, 2004

### Nouvelles traduites en français
- Où cours-tu, ô mon adversaire ?, in volume : Galaxie (2e série) no 113, Opta, 1980 ((en) Where Do You Flee?, 1969), trad. Ben Zimet
- Petite erreur de calcul, in volume : Fiction no 233, Opta, 1973 ((en) A Slight Miscalculation, 1971), trad. Denise Hersant
- Flic de fer, in volume : La Chanson du Zombie, Les Humanoïdes Associés, 1980 ((en) Brillo, 1970), trad. Marie CazenaveÉcrit avec Harlan Ellison.
- Être ou ne pas, in volume : Univers 1980, J'ai lu, 1980 ((en) To Be Or Not, Maxwell's Demons. Baronet Publishing Co., 1978), trad. France-Marie Watkins